# Dragon Quest & Final Fantasy in Itadaki Street Special
Dragon Quest & Final Fantasy in Itadaki Street Special (ドラゴンクエスト&ファイナルファンタジー in いただきストリートSpecial?) es un videojuego de tablero desarrollado por Armor Project y publicado por Square Enix para la videoconsola PlayStation 2. Se trata de la quinta entrega de la serie Itadaki Street. Únicamente fue publicado en Japón, llegando al mercado japonés el 22 de diciembre de 2004.
Itadaki Street Special es un crossover entre personajes pertenecientes a las series Dragon Quest y Final Fantasy.
- Datos: Q11322964